# 2012 코파 델 레이 결승전
2012 코파 델 레이 결승전(스페인어: La Final de la Copa del Rey de 2012)는 스페인의 축구 컵대회인 코파 델 레이의 108번째 결승전이다. 이 결승전 경기는 아틀레틱 빌바오와 바르셀로나 간의 경기로 2012년 5월 25일에 마드리드의 비센테 칼데론에서 벌어졌다. 두 구단은 2009년 결승전 이래 3년 만에 또다시 결승전에서 재회했는데, 당시 바르셀로나가 4-1 승리를 거두고 우승을 거두었다. 또한 두 구단은 역대 최다 코파 델 레이 우승 1위, 2위를 기록한 구단들이기도 하며, 2010-11 시즌의 16강전에도 만나 바르사가 두 경기를 비기고 원정 다득점 원칙에 따라 다음 라운드에 진출하기도 했다.
바르셀로나는 3-0 승리를 거두고 3년 만이자 통산 26번째 대회 우승을 거두었다.

## 결승전까지의 경기
| 아틀레틱 빌바오 | 아틀레틱 빌바오 | 아틀레틱 빌바오    | 단계     | 바르셀로나    | 바르셀로나 | 바르셀로나         |
| --------------- | --------------- | ------------------ | -------- | ------------- | ---------- | ------------------ |
| 상대            | 결과            | 상세 결과          |          | 상대          | 결과       | 상세 결과          |
| 오비에도        | 2–0             | 0–1 원정; 1–0 안방 | 32강전   | 로스피탈레트  | 10–0       | 0–1 원정; 9–0 안방 |
| 알바세테        | 4–0             | 0–0 원정; 4–0 안방 | 16강전   | 오사수나      | 6–1        | 4–0 안방; 1–2 원정 |
| 마요르카        | 3–0             | 2–0 안방; 0–1 원정 | 8강전    | 레알 마드리드 | 4–3        | 1–2 원정; 2–2 안방 |
| 미란데스        | 8–3             | 1–2 원정; 6–2 안방 | 준결승전 | 발렌시아      | 3–1        | 1–1 원정; 2–0 안방 |

## 상세 경기 정보
| 아틀레틱 빌바오 | 0–3      | 바르셀로나                |
| --------------- | -------- | ------------------------- |
|                 | (리포트) | 페드로 3′, 25′ · 메시 20′ |

| 아틀레틱 | 바르셀로나 |

|                 |    |                        |     |     |
|                 |    |                        |     |     |
| GK              | 1  | 고르카 이라이소스      |     |     |
| RB              | 15 | 안도니 이라올라 (주장) | 43′ |     |
| CB              | 23 | 보르하 에키사          |     |     |
| CB              | 5  | 페르난도 아모레비에타  |     |     |
| LB              | 3  | 혼 아우르테네체        |     |     |
| CM              | 24 | 하비 마르티네스        |     |     |
| CM              | 10 | 오스카르 데 마르코스   |     | 47′ |
| RW              | 28 | 이바이 고메스          |     |     |
| AM              | 19 | 이케르 무니아인        |     |     |
| LW              | 14 | 마르켈 수사에타        | 40′ | 46′ |
| CF              | 9  | 페르난도 요렌테        |     | 73′ |
| 교체 선수:      |    |                        |     |     |
| GK              | 13 | 라울 페르난데스        |     |     |
| DF              | 6  | 미켈 산 호세           |     |     |
| MF              | 11 | 이고르 가빌론도        |     |     |
| MF              | 17 | 이니고 페레스          |     | 47′ |
| MF              | 18 | 카를로스 구르페기      |     |     |
| MF              | 21 | 안데르 에레라          |     | 46′ |
| FW              | 2  | 가이스카 토케로        |     | 73′ |
| 감독:           |    |                        |     |     |
| 마르셀로 비엘사 |    |                        |     |     |

|                 |    |                     |     |     |
|                 |    |                     |     |     |
| GK              | 13 | 호세 마누엘 핀토    |     |     |
| RB              | 35 | 마르틴 몬토야       |     |     |
| CB              | 3  | 제라르드 피케       |     |     |
| CB              | 14 | 하비에르 마스체라노 |     |     |
| LB              | 21 | 아드리아누          |     |     |
| DM              | 16 | 세르지오 부스케츠   |     |     |
| CM              | 6  | 차비 (주장)         | 66′ | 81′ |
| CM              | 8  | 안드레스 이니에스타 | 71′ |     |
| RF              | 17 | 페드로              |     | 87′ |
| CF              | 10 | 리오넬 메시         |     |     |
| LF              | 9  | 알렉시스 산체스     |     | 72′ |
| 교체 선수:      |    |                     |     |     |
| GK              | 1  | 빅토르 발데스       |     |     |
| DF              | 32 | 마르크 바르트라     |     |     |
| MF              | 4  | 세스크 파브레가스   |     | 81′ |
| MF              | 11 | 티아고              |     | 87′ |
| MF              | 15 | 세이두 케이타       |     | 72′ |
| MF              | 20 | 이브라힘 아펠라이   |     |     |
| FW              | 37 | 크리스티안 테요     |     |     |
| 감독:           |    |                     |     |     |
| 페프 과르디올라 |    |                     |     |     |

| 부심: 라울 카바녜로 마르티네스 (무르시아) 헤수스 칼보 과다무로 (안달루시아) 대기심: 안토니오 미겔 마테우 라오스 (발렌시아) 제2 대기심: 로베르토 알론소 페르난데스 (마드리드) |

## 같이 보기
- 아틀레틱-바르셀로나 경쟁